# Audigny

Audigny este o comună în departamentul Aisne din nordul Franței. În 1 ianuarie 2022 avea o populație de 282 de locuitori.